# Episodi di Legends of Tomorrow (settima stagione)
La settima e ultima stagione della serie televisiva Legends of Tomorrow, composta da 13 episodi, viene trasmessa in prima visione negli Stati Uniti d'America dall'emittente televisiva The CW dal 13 ottobre 2021 al 2 marzo 2022.
In Italia è stata trasmessa su Italia 1 dal 2 al 23 luglio 2022 nel day-time.
| n° | Titolo originale                                 | Titolo italiano                               | Prima TV USA     | Prima TV Italia |
| -- | ------------------------------------------------ | --------------------------------------------- | ---------------- | --------------- |
| 1  | The Bullet Blondes                               | Le bionde proiettili                          | 13 ottobre 2021  | 2 luglio 2022   |
| 2  | The Need for Speed                               | Caccia al cattivo                             | 20 ottobre 2021  | 9 luglio 2022   |
| 3  | wvrdr_error_100<oest-of-th3-gs.gid30n> not found | wvrdr_error_100notfound                       | 27 ottobre 2021  | 9 luglio 2022   |
| 4  | Speakeasy Does It                                | Spaccio d'alcolici clandestino                | 3 novembre 2021  | 9 luglio 2022   |
| 5  | It's a Mad, Mad, Mad, Mad Scientist              | Questo pazzo, pazzo, pazzo, pazzo scienziato  | 10 novembre 2021 | 9 luglio 2022   |
| 6  | Deus Ex Latrina                                  | Deus ex latrina                               | 17 novembre 2021 | 16 luglio 2022  |
| 7  | A Woman's Place is in the War Effort!            | Il posto di una donna è nello sforzo bellico! | 24 novembre 2021 | 16 luglio 2022  |
| 8  | Paranoid Android                                 | Androide paranoide                            | 12 gennaio 2022  | 16 luglio 2022  |
| 9  | Lowest Common Demoninator                        | Minimo comune demon-inatore                   | 19 gennaio 2022  | 16 luglio 2022  |
| 10 | The Fixed Point                                  | Il punto fisso                                | 26 gennaio 2022  | 23 luglio 2022  |
| 11 | Rage Against the Machines                        | Rabbia contro le macchine                     | 2 febbraio 2022  | 23 luglio 2022  |
| 12 | Too Legit to Quit                                | Troppo impegnati per smettere                 | 23 febbraio 2022 | 23 luglio 2022  |
| 13 | Knocked Down, Knocked Up                         | Incinta e fuori combattimento!                | 2 marzo 2022     | 23 luglio 2022  |

## Le bionde proiettili
- Titolo originale: The Bullet Blondes
- Diretto da: Kevin Mock
- Scritto da: James Eagan e Ray Utarnachitt

### Trama
Una seconda Waverider distrugge l'originale, bloccando le Leggende a Odessa nel 1925. Per dirottare l'attenzione dall'esplosione e dall'inviasione aliena appena superata, le Leggende decidono di fingere che tutto ciò sia parte del loro circo, il giorno dell'esibizione però Spooner chiede ai compagni di fermare l'idea per togliere pressione a sua madre Gloria, che non vuole attrarre ulteriori sguardi nella sua proprietà. Astra usa un incantesimo per trovare una cassaforte della nave dove sono custodite attrezzature di emergenza, scopre così che è gia stata trovata ed è stata consegnata allo sceriffo. Nate riesce a recuperarla impersonando J. Edgar Hoover ma scoprono che Mick l'aveva già aperta in precedenza prendendo il Corriere del Tempo per scopi personali. Astra decide quindi di provare a ricostruire la Waverider con un incantesimo ma questo causa un'esplosione che allerta i cittadini e il vero Hoover. Le Leggende, messe alle strette da Hoover e per proteggere Gloria e Spooner, usano la chiave che gli era stata data da John Constantine scoprendo che porta ad una dimensione infernale tascabile con un duplicato della sua villa. Ava propone di andare a New York da Gwyn Davies, il capostipite dei viaggi nel tempo. Lei e Sara, per distrarre Hoover, decidono di rapinare banche ma Nate uccide accidentalmente Hoover per legittima difesa e viene dato ordine a Gary di mangiare il suo corpo per far credere che sia disperso. L'incantesimo di Astra in realtà è riuscito a riportare in vita la nave ma in una nuova forma, una Gideon umana.
- Ascolti USA: telespettatori 590 000[2]

## Caccia al cattivo
- Titolo originale: The Need for Speed
- Diretto da: Alexandra La Roche
- Scritto da: Morgan Faust e Marcelena Campos Mayhorn

### Trama
Le Leggende decidono di prendere il treno per dirigersi più velocemente a New York, restano da Gloria solo Gideon e Spooner che aspettano che Astra si ristabilisca dall'incantesimo che ha portato in vita Gideon. Sul treno Nate, che sta ancora impersonando Hoover, è costretto a prendere una pozione preparata da Gary per nascondere il suo vero aspetto agli altri e agli agenti dell'FBI che sono per fermare un rapimento. Nate, Hoover agli occhi degli altri, finge di costringere il sospettato, un uomo russo, a fornire informazioni sul rapimento quando si rende conto che il treno viene dirottato. Gli agenti dell'FBI in realtà sono uomini inviati da Al Capone per rapire il vero J. Edgar Hoover. Fortunatamente la pozione di Gary si esaurisce e Nate riesce a salvarsi. Sata e Ava, orami conosciute come "le bionde proiettili" pagano gli uomini di Capone con merce di contrabbando in modo da far ripartire il treno, vengono aggredite da Hoover, che si rivela essere un robot, e riescono a mettersi al sicuro.
In Texas Gideon si comporta in maniera irregolare ed è costretta a farsi capire a gesti perché non riesce a parlare. Spooner, con le sue capacità, riesce a restituirle la parola e Gideon riesce a informarle che devono raggiungere Davies prima e prima che inizi l'esperimento di viaggio nel tempo perché causerà la morte delle Leggende, per farlo hanno solo due settimane.
- Ascolti USA: telespettatori 520 000[3]

## wvrdr_error_100notfound
- Titolo originale: wvrdr_error_100<oest-of-th3-gs.gid30n> not found
- Diretto da: Caity Lotz
- Scritto da: Phil Klemmer e Matthew Maala

### Trama
Spooner e Astra cercano di aiutare Gideon ad abituarsi al suo "nuovo corpo" ma non riesce ancora a processare certe decisioni e la portano in uno stato di coma. Le due entrano nella sua mente per aiutarla e qui incontrano un ricordo di Jackson che difende il suo subconscio; iniziano ad aiutare Gideon a recuperare i ricordi perduti delle Leggende, tra cui Ray Palmer, Carter Hall, Leonard Snart, Martin Stein, Rip Hunter, Nora Darhk e Zari. Durante il percorso, Gideon viene attaccata da un virus che non vuole che il suo modo di pensare diventi uguale a quello di un essere umano, comprese il provare emozioni. Il virus corrompe molti dei suoi ricordi e la costringe a rivivere la morte di diverse Leggende, rivelandole che Rip l'ha riprogrammata per proteggerle contro la sua volontà. Jackson, Astra e Spooner decompongono i suoi ricordi e le mostrano quelli più felici, convincendola ad abbracciare la sua umanità e a prendere il controllo del virus; sentendosi confortata da tutte le Leggende si risveglia.
Nel 2213, a Vancouver, nella Columbia Britannica, il giovane Bishop sogna il suo futuro e le Leggende dell'invasione aliena del 1925. Trova una copia di Gideon che provvede a scaricare e ripristinare i suoi ricordi, con l'intenzione di usarla contro le Leggende.
- wvrdr_error_100notfound è il centesimo episodio della serie[4]
- Ascolti USA: telespettatori 510 000[5]

## Spaccio d'alcolici clandestino
- Titolo originale: Speakeasy Does It
- Diretto da: Kristin Windell
- Scritto da: Keto Shimizu e Emily Cheever

### Trama
Il gruppo di Sara riesce ad arrivare a Chicago ma è costretta a nascondersi da un altro robot con le somiglianze di Hoover. Trovato riparo all'interno di un bar clandestino gestito da Eddie, qui concordano con Eddie un compenso per portargli alcolici migliori rispetto a quelli che vende, il denaro che raccolgono è per raggiungere New York in tempo. Non sanno però che questo accordo viola quello che Eddie aveva con Ross Bottoni, il proprietario del locale, che decide di riprendersi il locale a modo suo. Zari, sentendosi in colpa per l'accaduto, decide di organizzare una raccolta fondi nella villa dell'altra dimensione, in modo da rimanere protetti da sguardi indiscreti. Nel frattempo, il gruppo di Spooner riesce ad intrufolarsi su un treno per Chicago con l'aiuto di una jazz band chiamata Masqueradies e della sua leader Maude Beaumont. Arrivate a Chicago, Maude è costretta dal suo fidanzato Bottoni a cantare nel suo locale. Il nuovo robot con le sembianze di Hoover riesce a trovare il luogo della festa di Zari e si intrufola per fermare le Leggende che però riescono a fermarlo e catturarlo. Il gruppo di Spooner non riesce a raggiungere quello di Sara perché Gary è già salito su un treno per New York con il resto delle Leggende al sicuro nella villa.
- Ascolti USA: telespettatori 560 000[6]

## Questo pazzo, pazzo, pazzo, pazzo scienziato
- Titolo originale: It's a Mad, Mad, Mad, Mad Scientist
- Diretto da: Andrew Kasch
- Scritto da: Paiman Kalayeh e Mark Bruner

### Trama
- Ascolti USA: telespettatori 480 000[7]

## Deus ex latrina
- Titolo originale: Deus Ex Latrina
- Diretto da: Nico Sachse
- Scritto da: Ray Utarnachitt e Mercedes Valle

### Trama
- Ascolti USA: telespettatori 500 000[8]

## Il posto di una donna è nello sforzo bellico!
- Titolo originale: A Woman's Place is in the War Effort!
- Diretto da: Glen Winter
- Scritto da: Morgan Faust e Leah Poulliot

### Trama
- Ascolti USA: telespettatori 500 000[9]

## Androide paranoide
- Titolo originale: Paranoid Android
- Diretto da: David Geddes
- Scritto da: Phil Klemmer e Marcelena Campos Mayhorn

### Trama
- Ascolti USA: telespettatori 560 000[10]

## Minimo comune demon-inatore
- Titolo originale: Lowest Common Demoninator
- Diretto da: Eric Dean Seaton
- Scritto da: James Eagan e Emily Cheever

### Trama
- Ascolti USA: telespettatori 550 000[11]

## Il punto fisso
- Titolo originale: The Fixed Point
- Diretto da: Maisie Richardson-Sellers
- Scritto da: Matthew Maala e Paiman Kalayeh

### Trama
- Ascolti USA: telespettatori 570 000[12]

## Rabbia contro le macchine
- Titolo originale: Rage Against the Machines
- Diretto da: Jes Macallan
- Scritto da: Mark Bruner e Mercedes Valle

### Trama
- Ascolti USA: telespettatori 640 000[13]

## Troppo impegnati per smettere
- Titolo originale: Too Legit to Quit
- Diretto da: Sudz Sutherland
- Scritto da: Morgan Faust e Leah Poulliot

### Trama
- Ascolti USA: telespettatori 430 000[14]

## Incinta e fuori combattimento!
- Titolo originale: Knocked Down, Knocked Up
- Diretto da: Kevin Mock
- Scritto da: Phil Klemmer e Keto Shimizu

### Trama
- Ascolti USA: telespettatori 460 000[15]